# Stránské
Stránské (1869 Stránka, německy Zechitz) je vesnice, která je částí města Rýmařov v okrese Bruntál. Nachází se zhruba 5 km na jihovýchod od Rýmařova. Přímo v obci pramení Stránský potok.

## Historie
Ves založil roku 1320 kanovník Těchan. Po uherském nájezdu byla obec zničena. Až v roce 1548 kolonizována Kryštofem z Boskovic. V roce 1599 se zde připomíná zákupní rychta. Do roku 1918 byla osada nazývána Stránka – odtud název Stránské. Ves měla ve znaku jelena.

### Vývoj počtu obyvatel
Počet obyvatel Stránského podle sčítání nebo jiných úředních záznamů:
| Rok            | 1869 | 1880 | 1890 | 1900 | 1910 | 1921 | 1930 | 1950 | 1961 | 1970 | 1980 | 1991 | 2001 |
| -------------- | ---- | ---- | ---- | ---- | ---- | ---- | ---- | ---- | ---- | ---- | ---- | ---- | ---- |
| Počet obyvatel | 520  | 502  | 446  | 446  | 440  | 438  | 405  | 234  | 192  | 140  | 84   | 69   | 46   |

1. ↑  z toho: 0 Čechoslováků, 402 Němců; 377 řím. kat., 28 starokatol.

Ve Stránském je evidováno 51 adres : 49 čísel popisných (trvalé objekty) a 2 čísla evidenční (dočasné či rekreační objekty). Při sčítání lidu roku 2001 zde bylo napočteno 48 domů, z toho 22 trvale obydlených.

## Pamětihodnosti
- Kostel sv. Kateřiny – nechal jej postavit Jan Kobylka z Kobylího v roce 1616. Kostel byl v roce 1768 zapálen bleskem a až v roce 1780 opraven bratry Schiebelovými (nejstarší rod v obci). Unikátní náhrobky z břidlice s kompletním životopisem zemřelého byly objeveny na zdejším hřbitově a umístěny ke zhlédnutí v rýmařovském muzeu.

## Fotogalerie

Stránské
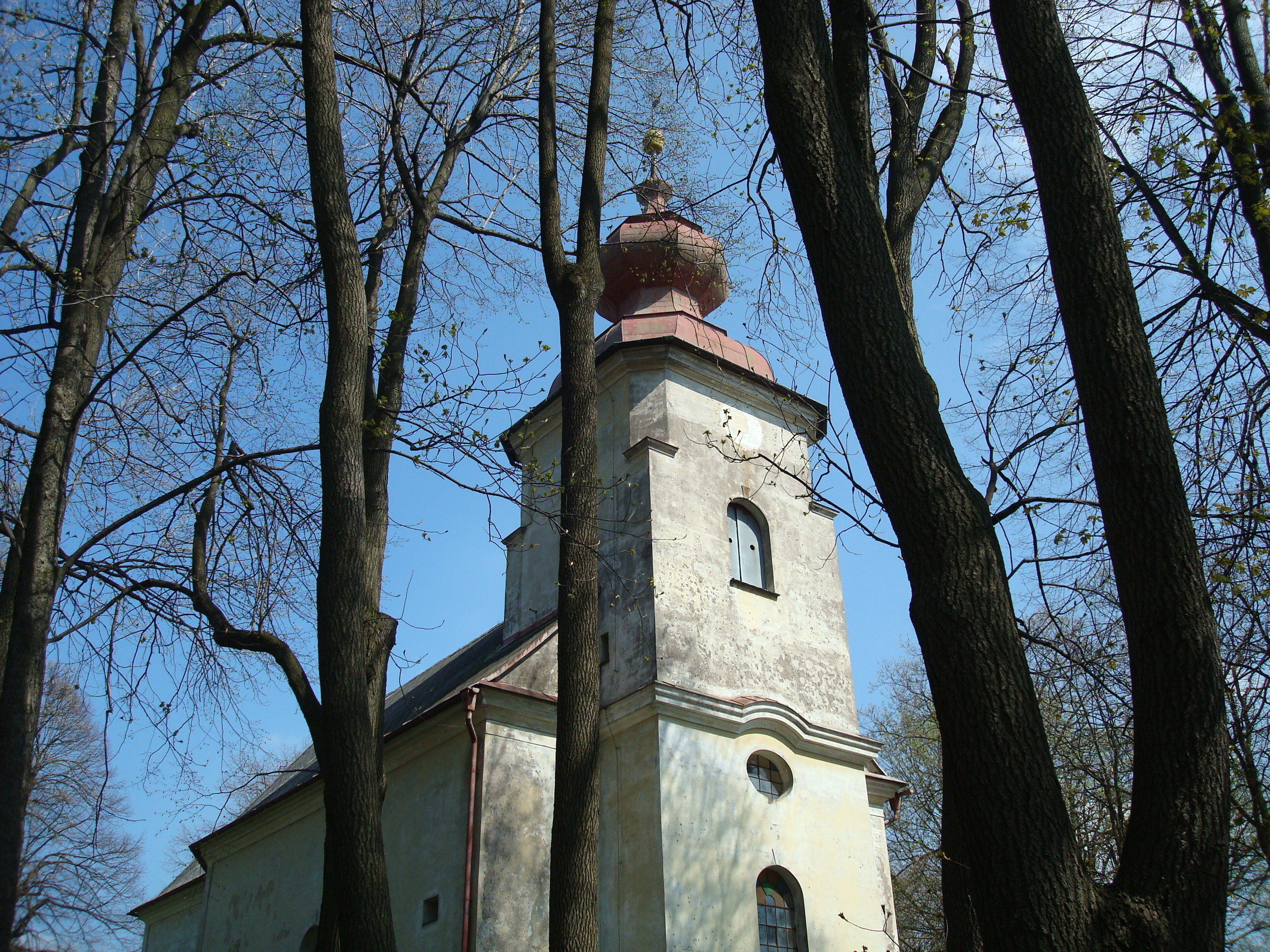
Kostel
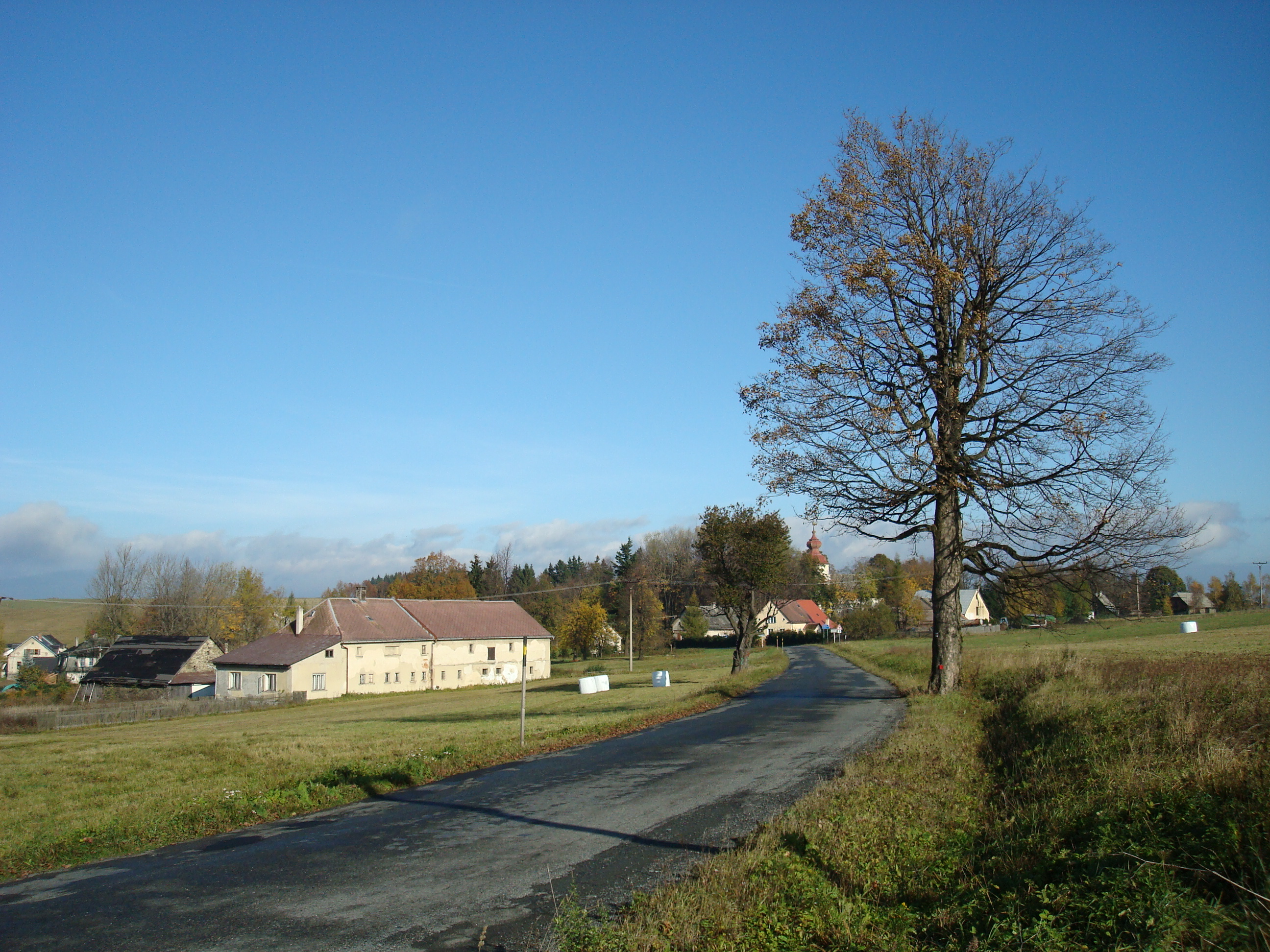
Začátek vesnice
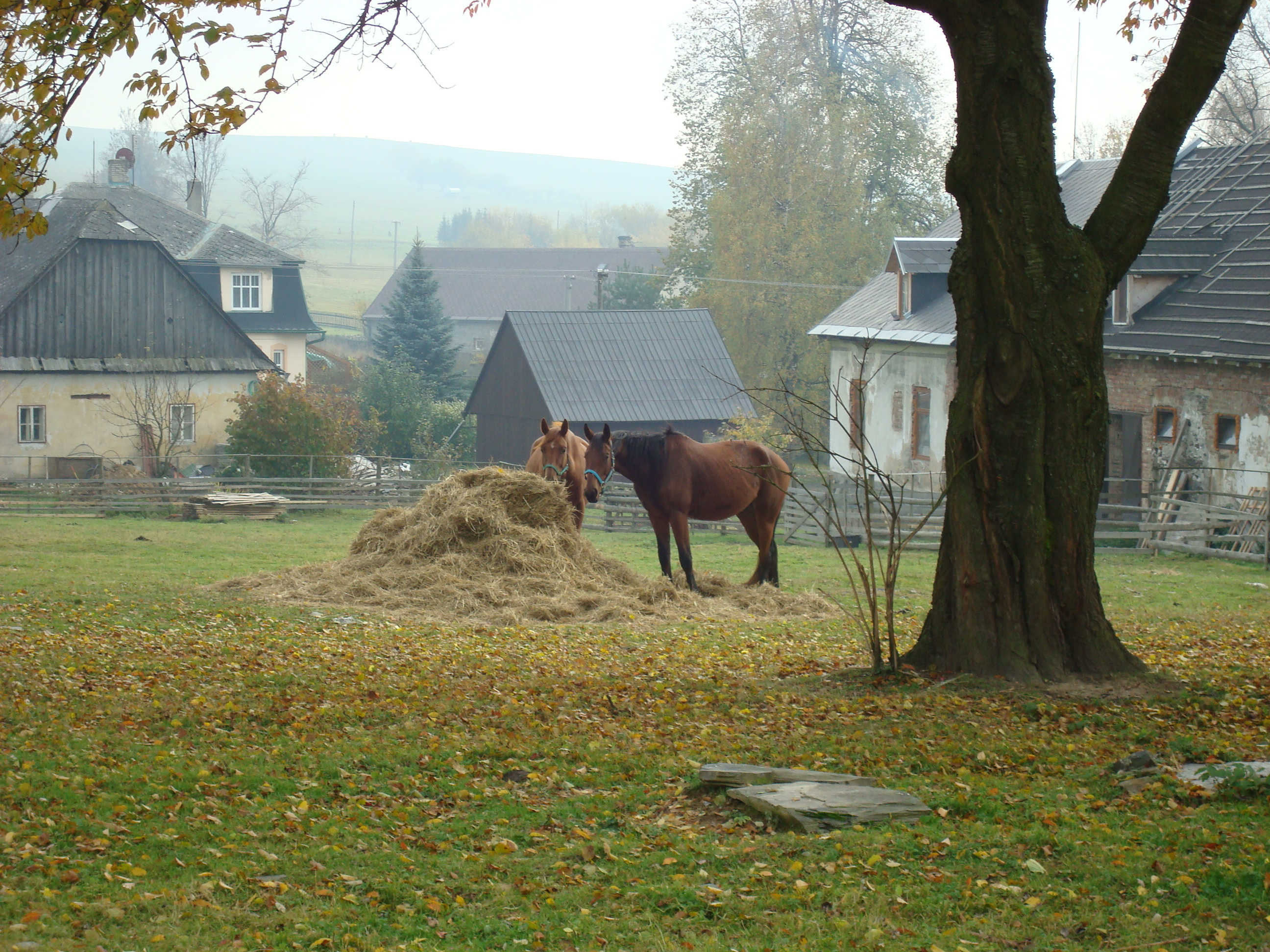
Stavení
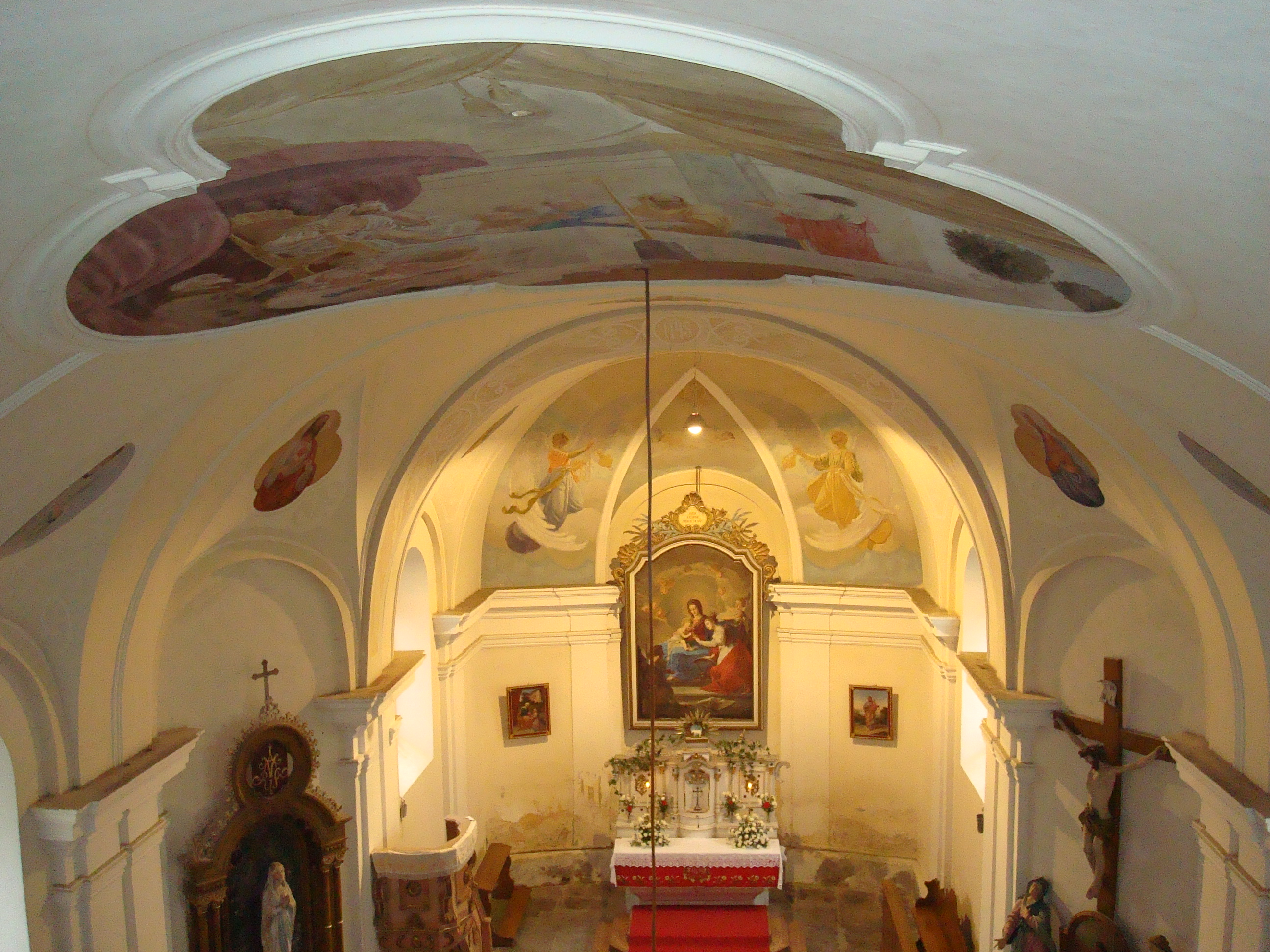
Interiér kostela
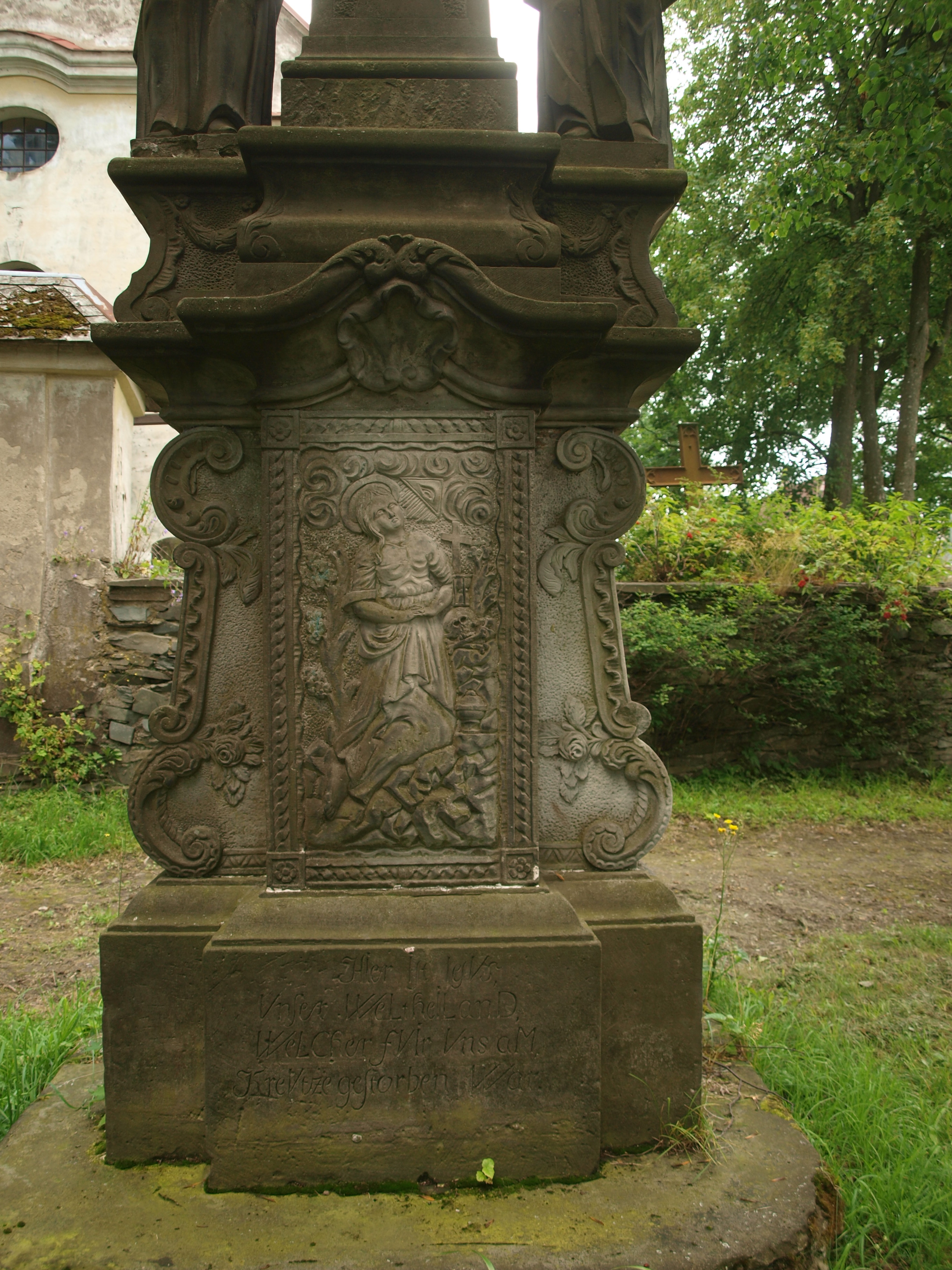
Detail sochy před kostelem
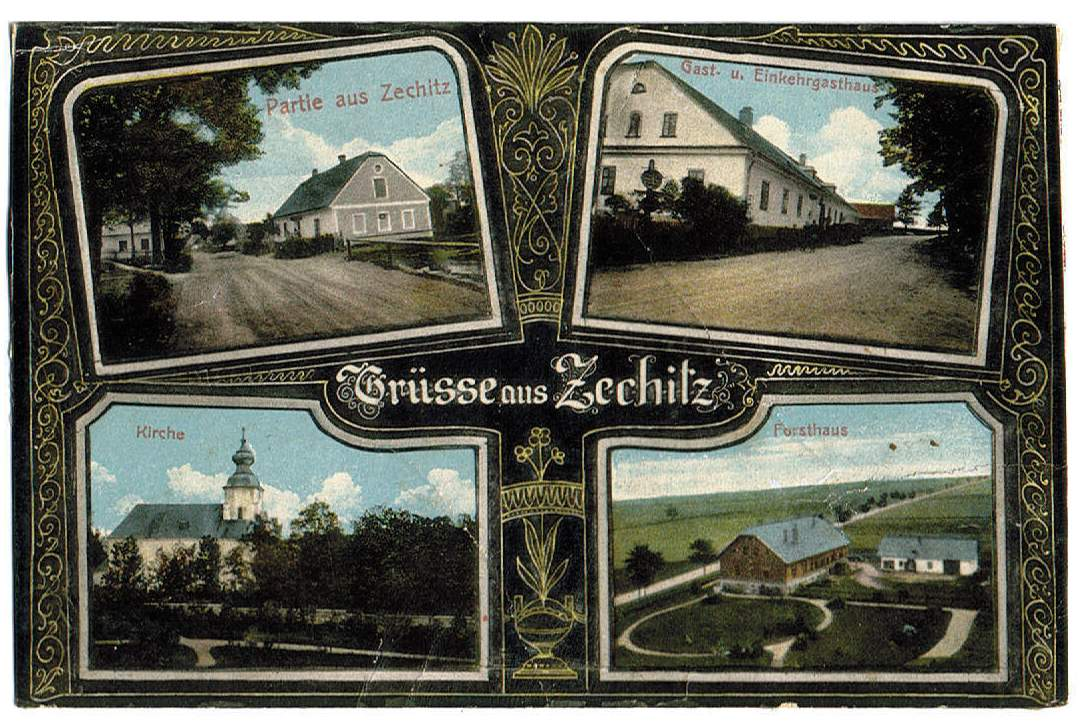
Stará pohlednice